# 랴잔주
랴잔주(러시아어: Рязанская область Ryazanskaya oblast'[*], IPA: [rʲɪˈzanskəjə ˈobləsʲtʲ])는 러시아의 연방주체 (주)이다. 행정중심은 도시인 랴잔이며, 랴잔은 또한 주의 최대도시다.

## 지리
블라디미르주(N), 니즈니노브고로드주(NE), 모르도비야 공화국(E), 펜자주(SE), 탐보프주(S), 리페츠크주(SW), 툴라주(W), 모스크바주(NW).

### 시간대
모스크바 시간 (MSK/MSD)에 놓여 있다. UTC와의 시차는 +0300 (MSK)/+0400 (MSD)이다.

## 행정 구역

### 군
- 추치콥스키군
- 카돔스키군
- 카시몹스키군
- 클레피콥스키군
- 코라블린스키군
- 미하일롭스키군
- 밀로슬랍스키군
- 노보데레벤스키군
- 피텔린스키군
- 프론스키군
- 푸탸틴스키군
- 랴잔스키군
- 랴시스키군
- 리브놉스키군
- 사포시콥스키군
- 사라옙스키군
- 사솝스키군
- 샤츠키군
- 실롭스키군
- 스코핀스키군
- 스파스키군
- 스타로질롭스키군
- 우홀롭스키군
- 예르미신스키군
- 자하롭스키군

## 민족
대부분의 주민이 러시아인이다.
| 민족           | 2002년도의 인구 수 (*보관됨 2012-01-26 - 웨이백 머신) |
| -------------- | ----------------------------------------------------- |
| 러시아인       | 1161,4                                                |
| 우크라이나인   | 12,7                                                  |
| 모르드바인     | 7,3                                                   |
| 타타르인       | 5,6                                                   |
| 아르메니아인   | 4,5                                                   |
| 벨라루스인     | 3,5                                                   |
| 아제르바이잔인 | 2,9                                                   |
| 집시           | 2,2                                                   |
| 독일인         | 1,6                                                   |
| 추바시인       | 1,3                                                   |
| 몰도바인       | 1,1                                                   |

| 연도                | 인구      | ±%     |
| ------------------- | --------- | ------ |
| 1897                | 1,802,196 | —      |
| 1926                | 2,428,914 | +34.8% |
| 1959                | 1,444,755 | −40.5% |
| 1970                | 1,411,590 | −2.3%  |
| 1979                | 1,361,839 | −3.5%  |
| 1989                | 1,345,924 | −1.2%  |
| 2002                | 1,227,910 | −8.8%  |
| 2010                | 1,154,114 | −6.0%  |
| 2021                | 1,102,810 | −4.4%  |
| Source: Census data |           |        |

인구: 1,102,810 (2021년 인구 조사); 1,154,114 (2010년 인구 조사); 1,227,910 (2002년 인구 조사); 1,345,924 (1989년 인구 조사).